# Супрун Катерина Миколаївна
Катерина Миколаївна Супрун — українська альтистка, Заслужена артистка України (2024), лауреатка премії ім. Левка Ревуцького (2016).

## Біографія
Катерина Супрун народилась у Києві. У 2009 році вступила до Національної музичної академії України ім. П. Чайковського (клас професора Сергія Кулакова).
З 2012 року працює у Національному ансамблі солістів «Київська Камерата».
У 2016 році Катерина Супрун отримала премію імені Левка Ревуцького.
Альтистка є першою виконавицею понад 15 творів українських композиторів написаних для альта. Свої твори їй присвятили композитори: Золтан Алмаші, Богдан Кривопуст, Олександр Левкович та інші.
Як солістка співпрацювала з такими колективами: Національний ансамбль солістів «Київська Камерата», «New Era Orchesrta», Національний заслужений академічний оркестр України, Заслужений академічний оркестр українського радіо України, Академічний симфонічний оркестр Львівської філармонії, камерний оркестр «Віртуози Львова» та ін.
У 2017 році Катерина Супрун отримала Президентський грант для реалізації проєкту «Український квартет». Також альтистка була у складі квартету «Danapris Srring Quartet», що з успіхом концертував Україною, Японією, Португалією, Австрією.
У 2021 році спільно із незалежним українським лейблом Golka Records музикантка видала альбом сучасних українських творів для альта соло “Сonstellation”.
Катерина Супрун брала участь у фестивалях: «Контрасти» (Львів), «Kyiv Music Fest» (Київ), «Прем‘єри сезону» (Київ), «Два дні, дві ночі» (Одеса), New music touchpoints festival (Португалія), «Musicprotokoll» (Австрія), Дні України в Польщі, «Mishima Contemporary Music Days» (Японія). З гастрольними турами відвідала Фінляндію, Німеччину, Нідерланди, Францію, Румунію, Швейцарію, Ліван, Оман, Кувейт, Бахрейн, Ізраїль, Португалію, Японію.
Після повномасштабного вторгнення Супрун переїхала до Берліна, де заснувала разом з колегами проєкт “Мрія”. Ансамбль промотує українське виконавство та українську музику на найкращих сценах Німеччини та презентує українську музику в Європі. У 2023 році Катерина Супрун пройшла конкурс і отримала посаду Co-Artistic Director у Національному ансамблі солістів «Київська Камерата». З 2023 року проживає у двох країнах - Німеччина / Україна, веде активну сольну музичну кар’єру в Європі.
Неодружена, виховує доньку Мію